# Gorilla Dans de Samba
Gorilla Dans de Samba is een Nederlandstalige single van de Belgische band Aroma di Amore uit 1983.
De  B-kant van de single waren de liedjes Isabella Avondrood en De Dobberman.

## Meewerkende artiesten
- Elvis Peeters (zang)
- Fred Angst (synthesizer)